# Eucalyptus punctata
Eucalyptus punctata, llamado comúnmente eucalipto gris, ("grey gum") es una especie de eucalipto perteneciente a la familia de las mirtáceas.

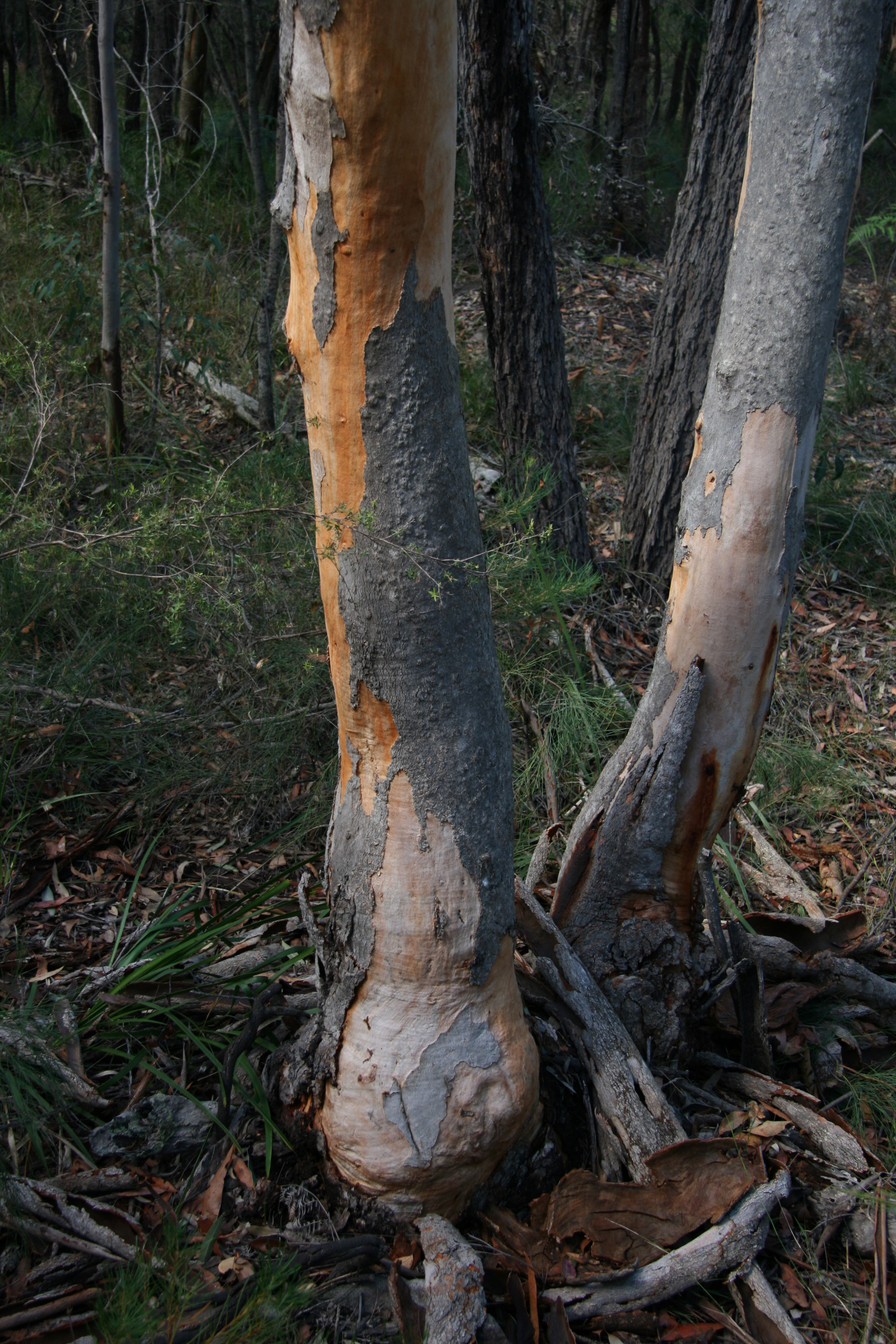
Vista del árbol

## Descripción
Eucalyptus punctata es uno de los alimentos favoritos del koala en el sureste de Queensland y este de Nueva Gales del Sur, donde se especializa en suelos pobres tales como arenisca. La fotografía es típica de una corteza de años, la cual da al árbol su nombre.  En la mayoría de los árboles se muda parcialmente, revelando una superficie desnuda y ligeramente naranja o una lisa y teñida de café.

## Taxonomía
Eucalyptus punctata fue descrita por A.Cunn. ex DC. y publicado en Prodromus Systematis Naturalis Regni Vegetabilis 3: 217. 1828.
Etimología
Eucalyptus: nombre genérico que proviene del griego antiguo: eû = "bien, justamente" y kalyptós = "cubierto, que recubre". En Eucalyptus L'Hér., los pétalos, soldados entre sí y a veces también con los sépalos, forman parte del opérculo, perfectamente ajustado al hipanto, que se desprende a la hora de la floración.
punctata: epíteto latíno que significa "punteado, manchado".
Sinonimia
- Eucalyptus tereticornis var. brachycorys Benth., Fl. Austral. 3: 242 (1867).
- Eucalyptus punctata var. didyma R.T.Baker & H.G.Sm., Res. Eucalypts: 127 (1902).
- Eucalyptus punctata var. major R.T.Baker & H.G.Sm., Res. Eucalypts: 128 (1902).
- Eucalyptus shiressii Maiden & Blakely in J.H.Maiden, Crit. Revis. Eucalyptus 6: 512 (1923).[4]